# Мельничук, Максим Дмитриевич
Максим Дмитриевич Мельничук (укр. Максим Дмитрович Мельничук; род. 6 апреля 1973, Киев) — украинский политик и учёный, председатель Киевской областной государственной администрации (3 февраля 2016 — 9 сентября 2016). Вице-президент Национальной академии аграрных наук Украины, доктор биологических наук, академик Национальной академии аграрных наук Украины, профессор, лауреат Государственной премии Украины в области науки и техники, лауреат премии Украинский академии аграрных наук «За выдающиеся достижения в аграрной науке».

## Биография
Максим Дмитриевич Мельничук родился 6 апреля 1973 года в Киеве.
В 1989 году окончил среднюю школу. В 1994 году М. Мельничук окончил Киевский национальный университет имени Тараса Шевченко, биологический факультет. В 1997 году защитил кандидатскую диссертацию и получил научную степень кандидата биологических наук по специальности «Вирусология». В 1999 году окончил магистратуру Национального аграрного университета Украины, на факультете защиты растений. С 2001 по 2004 год занимал должности доцента. С 2003 по 2004 год был деканом факультета защиты растений и биотехнологий НАУ. В 2006 году М. Мельничук защитил докторскую диссертацию в Институте микробиологии и вирусологии им. Д. К. Заболотного НАН Украины. С ноября 2007 стал проректором по научной и инновационной деятельности. Также в 2007 году избран членом-корреспондентом Украинской Академии аграрных наук (УААН, сейчас НААН Украины) по специальности «Биотехнология в растениеводстве».  В 2010-2011 годах  - заместитель министра аграрной политики Украины, координатор трёх департаментов, участник 12 и 13 Раундов по вхождению Украины в Зону свободной торговли с ЕС. С августа 2014 был избран на должность вице-президента НААН.
3 февраля 2016 года Максим Мельничук был назначен председателем Киевской областной государственной администрации. Назначение Мельничука на должность губернатора Киевской области лоббировал «скандально известный застройщик», экс-нардеп от Партии регионов Вадим Столар. 6 сентября 2016 года Мельничук написал заявление об отставке по собственному желанию.

## Награды
- Орден «За заслуги» III степени;
- Почётная грамота Министерства образования и науки «За активное участие в разработке государственных стандартов высшего образования Украины»;
- Почетная грамота Министерства аграрной политики от 17 ноября 2002 года;
- Почетная грамота Кабинета министров от 30 января 2004 года, почётная грамота Министерства по делам семьи, молодёжи и спорта от 19.11.2005 года;
- Почётная грамота Верховной Рады «За особые заслуги перед украинским народом» № 1594 от 2 декабря 2005 года;
- Диплом лауреата Государственной премии Украины в области науки и техники (Указ президента Украины от 19 декабря 2005 года);
- «Знак Почёта»;
- Почётная грамота Минобороны 23 февраля 2007 года;
- Медаль «За сотрудничество с внутренними войсками МВД Украины» (2009);
- Диплом лауреата премии Украинской академии аграрных наук «За выдающиеся достижения в аграрной науке» (постановление Президиума Украинской академии аграрных наук (2010);
- Почётная награда НААН (2014).

## Семья
- Жена — Алина Валерьевна Мельничук (1983 г. р.) — зам. гендиректора ВЭД ЗАО «Фирма „Калина“».
- Сыновья — Дмитрий (2002 г. р.), Владимир (2005 г. р.)
- Дочь — Елизавета (2008 г. р.).